# اس‌اس لورا (۱۹۰۸)
اس‌اس لورا (۱۹۰۸) (به انگلیسی: SS Laura (1908)) یک کشتی بود که طول آن ۲۱۱ فوت ۲ اینچ (۶۴٫۳۶ متر) بود. این کشتی در سال ۱۹۰۸ ساخته شد.